# Platanthera cumminsiana
Platanthera cumminsiana là một loài thực vật có hoa trong họ Lan. Loài này được (King & Pantl.) Renz mô tả khoa học đầu tiên năm 2001.